# Tsering Dolma
Pour les articles homonymes, voir Dolma (prénom tibétain).
Tsering Dolma (tibétain : ཚེ་རིང་ལ་མ་ ; Wylie : tshe ring sgrol ma; Taktser (Tibet), 1919 - Londres, (Angleterre), 21 novembre 1964) était la fondatrice des Villages d'enfants tibétains et la sœur aînée du 14e dalaï-lama.

## Biographie
Tsering Dolma fut la 1re fille de Sonam Tsomo (Diki Tsering) et Choekyong Tsering qui eurent 16 enfants, dont 7 dépassèrent la petite enfance.
Lors de la naissance du dalaï-lama, elle avait 16 ans, elle aida sa mère comme une sage-femme, et fut la première à nourrir l’enfant d’un élixir à base de plante pour lui assurer une bonne santé
.
En 1937, Tsering Dolma s'est mariée à Phuntsok Tashi Takla. En automne 1940, ils vinrent habiter à Lhassa.
En 1950, elle faisait partie de la délégation tibétaine en Inde qui rencontra le premier ministre indien Jawaharlal Nehru.
Le 11 juillet 1954, ils firent partie du voyage quand le dalaï-lama quitte le Norbulingka pour Pékin accompagné de Ling Rinpoché, Trijang Rinpoché, d'autres lamas importants, et des membres de sa famille, Lobsang Samten, Tendzin Choegyal, et sa mère. Tsering Dolma voyagea avec sa mère et son jeune frère, Tendzin Choegyal, dans l'une des 2 Austin remise en état, tandis que son époux opta pour la moto.
Elle accompagna le dalaï-lama lors de sa fuite en Inde en 1959. Elle était déguisée en homme khampa, comme sa mère, et se trouvait dans le 2e groupe qui quitta le Norbulingka comprenant également sa mère, Tendzin Choegyal et 4 gardes du corps du régiment des Kousoung, suivant un 1er groupe constitué d'une garde de 25 hommes, et précédent un 3e groupe comprenant le dalaï-lama, Thoubtèn Eudèn P’ala, le Kousoung Dapeun et le haut fonctionnaire principal. Le dernier groupe plus nombreux comprenait Ling Rinpoché, Trijang Rinpoché, Liuoushar, Shasour, Sourkhang et différents auxiliaires.
En exil, elle s'est consacrée aux orphelins tibétains, et a fondé les Villages d'enfants tibétains. Un groupe de réfugiés, surpris par le blizzard avait été transféré du camp de Missamari (Assam) au Ladakh pour la construction de routes. Le 17 mai 1960, quand 51 enfants malades et malnutris âgés de 4 à 15 ans provenant des camps de construction de routes dans le Jammu arrivèrent à Dharamsala, elle se porta volontaire pour s’occuper d’eux, et prit la direction de la crèche et du dispensaire des enfants réfugiés tibétains, ouvert par le dalaï-lama. À la fin de l'année, il y avait dix fois plus d'enfants, et 2 ans plus tard, ils étaient 1500. Il s'agissait d'orphelins ou d'enfants de parents sans ressources. 
Elle travailla notamment avec différentes organisations dont le Service civil international avec Elizabeth Crook,.
Elle est morte d'un cancer en 1964, à l'âge de 45 ans.
Après le décès de Tsering Dolma, Phuntsok Tashi Takla se remaria en 1967 avec Kesang Yangkyi Takla.
Pour les Villages d'enfants tibétains, Jetsun Pema, pris la relève de sa sœur aînée en assurant la direction entre juin 1964 et août 2006.
Elle a eu deux enfants, un fils, Tenzin Ngawang Takla (1941-1994) et une fille, Khando Tsering (1945-).